# Калана
Калана (итал. Calanna) је насеље у Италији у округу Ређо ди Калабрија, региону Калабрија.
Према процени из 2011. у насељу је живело 214 становника. Насеље се налази на надморској висини од 543 м.

## Становништво
| 1951. | 1961. | 1971. | 1981. | 1991. | 2001. | 2011. |
| ----- | ----- | ----- | ----- | ----- | ----- | ----- |
| 2.377 | 2.278 | 1.998 | 1.770 | 1.446 | 1.183 | 979   |